# 勧修寺顕彰
勧修寺 顕彰（かしゅうじ あきてる）は、江戸時代後期の公家。坊城俊明の子、勧修寺経則の養子。官位は正四位上。勧修寺家26代当主。

## 経歴
子供のいなかった経則（俊明の甥）の養子となり、文政7年（1824年）2月に元服・昇殿、天保元年（1830年）に侍従となる。だが、後に養父・経則に阿固丸（後の穂波経治）・稲丸（後の経理）が誕生する。顕彰は実子の孟丸（後の穂波経度）に家督を継がせたいとして考え、天保7年（1836年）の養父の死後も経則の遺志に従ってその子から後継者を選びたいとする家臣たちと対立した。最終的に仁孝天皇の尚侍であった勧修寺徳子（勧修寺経逸の娘、坊城俊明の妹）らが間に入る形で、阿古丸を穂波家の養子として同家を継がせ、孟丸をその養子とすることとし、天保10年（1839年）に稲丸が授爵されて後継者に定められた。この過程で顕彰が対立した家臣を追放したこと、天保の大飢饉（収入の減少及び物価高騰）や勧修寺家が務めていた寺社伝奏の職務不振によって財政が逼迫してきたこと、前述の後継者問題などで宮廷内に強い影響力を持つ叔母・徳子と不仲となったことで心身に支障をきたすようになった。
天保14年（1843年）に顕彰は勧修寺家歴代が補任されてきた蔵人に任じられたものの、彼を取り巻く諸問題が尾を引いた結果、弘化3年（1846年）秋の放生会での「御混乱」をきっかけに「所労」を理由に自宅に引き籠ってしまった（袖岡文景（勧修寺家雑掌）『山城国京都袖岡玄蕃助家記』弘化4年2月14日条）。翌年の正月には酒に酔った上に訪問中の客人に対して刀を向けるという事件を引き起こし、更に同年に行われた孝明天皇の即位礼にも出仕しなかった。そのため、関白鷹司政通の怒りを買い、同年10月には蔵人を、12月には左少弁などの兼職を全て解任されて失脚した（表向きは自発的辞退）。ただし、顕彰自身は蔵人の仕事自体には意欲を持ち、静養の後に復職したいという希望はもっていたらしく、実父の俊明と相談して一旦蔵人の辞表を提出したものの、そのまま解任となり、「仰天嘆息之外無之者也」（『顕彰日記』弘化4年10月12・13日条）と書き記している。その後、許されて安政4年（1857年）10月に左中弁に任ぜられ、廷臣八十八卿列参事件には養子・経理及び実子の穂波経度と共に加わっている。安政6年（1859年）には正四位上に叙せられた。48歳で病没し、京都府京都市中京区の誓願寺に墓がある。

## 系譜
- 父：坊城俊明
- 母：不詳
- 養父：勧修寺経則
- 妻：不詳
  - 次男：穂波経度（1837-1915） - 穂波経治の養子
  - 男子：長尾顕慎
- 養子
  - 男子：勧修寺経理（1825-1871） - 勧修寺経則の三男